# سكوت يان
سكوت يان (بالإنجليزية: Scott Ian)‏ (و. 1963  م) هو عازف قيثارة أمريكي، يستخدم آلات قيثارة.

## وصلات خارجية
- سكوت يان على موقع IMDb (الإنجليزية)
- سكوت يان على موقع ميوزك برينز (الإنجليزية)
- سكوت يان على موقع رولينغ ستون (الإنجليزية)
- سكوت يان على موقع إن إن دي بي (الإنجليزية)
- سكوت يان على موقع أول ميوزيك (الإنجليزية)
- سكوت يان على موقع ديسكوغز (الإنجليزية)
- سكوت يان على موقع قاعدة بيانات الفيلم (الإنجليزية)

- سكوت يان في قاعدة بيانات الأفلام على الإنترنت